# Musabani
Musabani é uma vila no distrito de Purbi Singhbhum, no estado indiano de Jharkhand.

## Demografia
Segundo o censo de 2001, Musabani tinha uma população de 33 892 habitantes. Os indivíduos do sexo masculino constituem 52% da população e os do sexo feminino 48%. Musabani tem uma taxa de literacia de 67%, superior à média nacional de 59,5%: a literacia no sexo masculino é de 76% e no sexo feminino é de 58%. Em Musabani, 12% da população está abaixo dos 6 anos de idade.